# (10659) Sauerland
(10659) Sauerland – planetoida z pasa głównego asteroid okrążająca Słońce w ciągu 5 lat i 224 dni w średniej odległości 3,16 j.a. Została odkryta 26 marca 1971 roku przez Cornelisa i Ingrid van Houtenów na płytach Palomar Schmidt wykonanych przez Toma Gehrelsa. Nazwa planetoidy pochodzi od regionu Sauerland w Niemczech, który częściowo stanowi rezerwat przyrody. Przed jej nadaniem planetoida nosiła oznaczenie tymczasowe (10659) 3266 T-1.